# Hôtel de Richelieu (Redon)
L’hôtel de Richelieu est un édifice de la commune de Redon, dans le département d’Ille-et-Vilaine en région Bretagne. 

## Localisation
Il se trouve au sud-ouest du département et au sud du centre-ville de Redon, au numéro 3 de la rue du Plessis.

## Historique
L’hôtel particulier date du XVIIe siècle. Avec des exemples comme le manoir du Mail ou l'hôtel de Carmoy, il fait partie des belles demeures qui marquèrent l'apogée du commerce portuaire local au XVIIe siècle.
Il est inscrit au titre des monuments historiques depuis le 18 mai 1987.

## Architecture

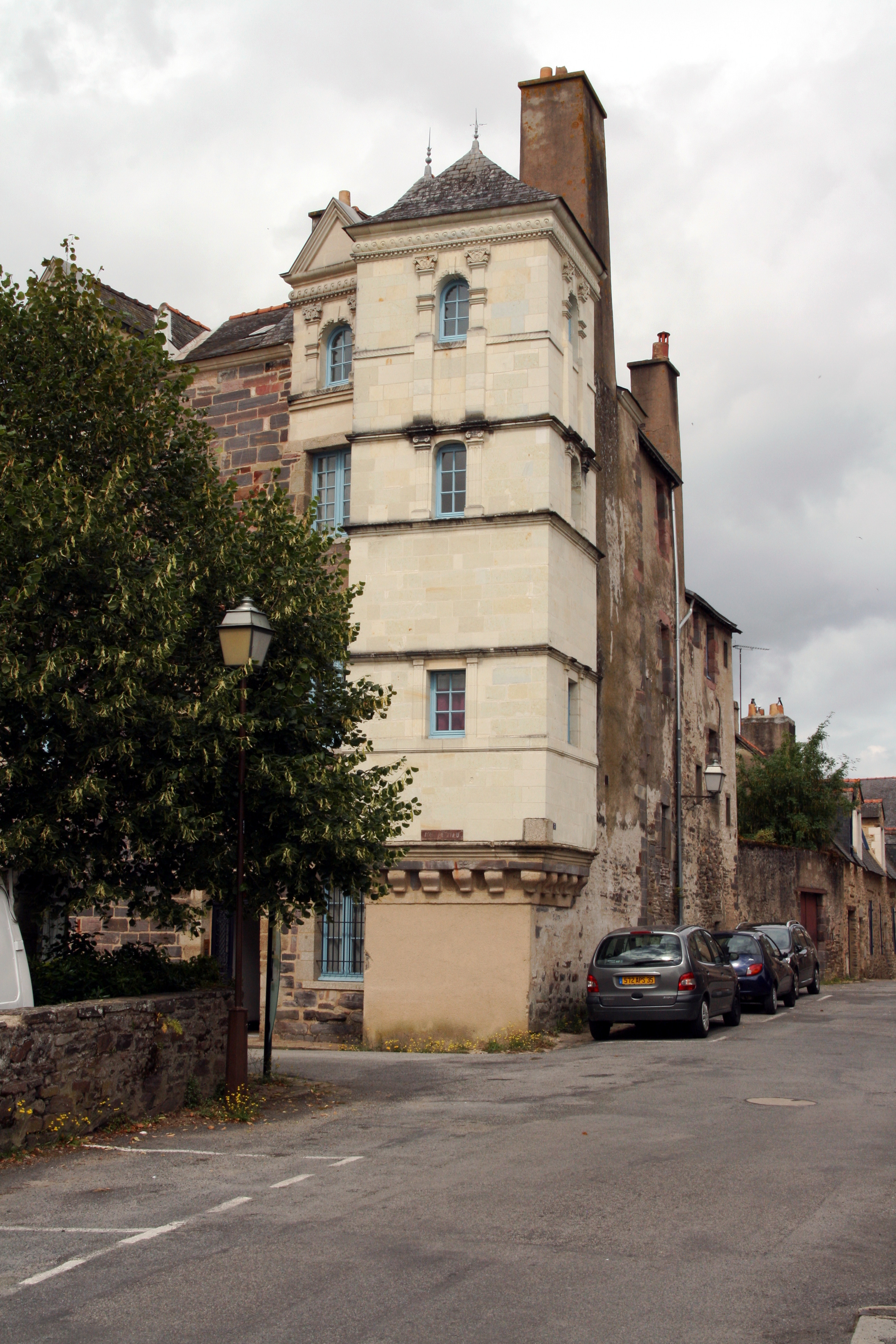
Tour d'angle et son décor de style Renaissance.